# 벨고로드 공격
3월 29일 벨고로드 현지 관리들은 우크라이나 국경과 가까운 러시아의 도시 벨고로드 외곽에서 연쇄적인 폭발이 일어났다고 보고했다. 이후 화재에 의한 폭발일 수 있다는 보고가 있었다.
4월 1일, 우크라이나 Mi-24 헬기 2대가 러시아 벨고로드의 연료 저장고를 공격했다. 우크라이나는 UTC 4월 1일 오후 3시, 이 사건에 대한 책임을 확인하거나 부인하지도 않았다. 이후 이날, BNO 뉴스는 우크라이나 고위 관리가 '헬리콥터 공격의 배후는 우크라이나 관리가 아니다'라고 말했다고 보도했다.